# Stenodontes exsertus
Stenodontes exsertus är en skalbaggsart som först beskrevs av Olivier 1795.  Stenodontes exsertus ingår i släktet Stenodontes och familjen långhorningar.
Artens utbredningsområde är Haiti. Inga underarter finns listade i Catalogue of Life.